# Pseudochthonius
Genre
Synonymes
- Typhlochthonius Ellingsen, 1902
- Sigmodactylus Hadži, 1930

Pseudochthonius est un genre de pseudoscorpions de la famille des Chthoniidae.

## Distribution
Les espèces de ce genre se rencontrent en Amérique, en Afrique subsaharienne et en Arabie.

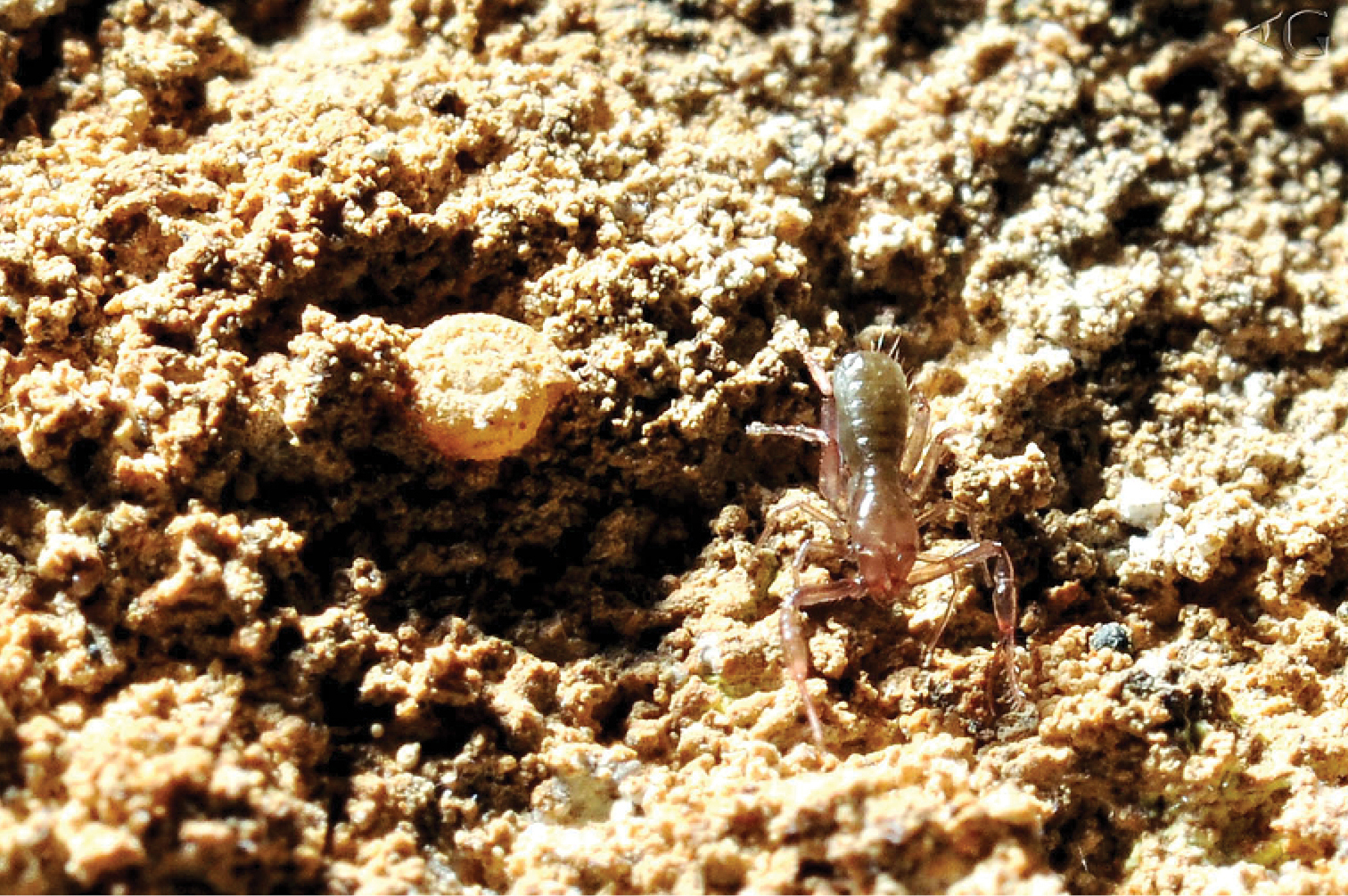
Pseudochthonius ramalho

## Liste des espèces
Selon Pseudoscorpions of the World (version 3.0) :
- Pseudochthonius arubensis Wagenaar-Hummelinck, 1948
- Pseudochthonius beieri Mahnert, 1978
- Pseudochthonius billae Vachon, 1941
- Pseudochthonius biseriatus Mahnert, 2001
- Pseudochthonius brasiliensis Beier, 1970
- Pseudochthonius clarus Hoff, 1963
- Pseudochthonius congicus Beier, 1959
- Pseudochthonius doctus Hoff, 1963
- Pseudochthonius falcatus Muchmore, 1977
- Pseudochthonius galapagensis Beier, 1977
- Pseudochthonius gracilimanus Mahnert, 2001
- Pseudochthonius heterodentatus Hoff, 1946
- Pseudochthonius homodentatus Chamberlin, 1929
- Pseudochthonius insularis Chamberlin, 1929
- Pseudochthonius leleupi Beier, 1959
- Pseudochthonius moralesi Muchmore, 1977
- Pseudochthonius mundanus Hoff, 1963
- Pseudochthonius naranjitensis (Ellingsen, 1902)
- Pseudochthonius orthodactylus Muchmore, 1970
- Pseudochthonius perreti Mahnert, 1986
- Pseudochthonius pulchellus (Ellingsen, 1902)
- Pseudochthonius ricardoi Mahnert, 2001
- Pseudochthonius simoni (Balzan, 1892)
- Pseudochthonius strinatii Beier, 1969
- Pseudochthonius thibaudi Vitali-di Castri, 1984
- Pseudochthonius troglobius Muchmore, 1986
- Pseudochthonius tuxeni Mahnert, 1979
- Pseudochthonius yucatanus Muchmore, 1977
- † Pseudochthonius squamosus Schawaller, 1980

et décrites depuis :
- Pseudochthonius arabicus Mahnert, 2014
- Pseudochthonius aware Prado & Ferreira, 2024
- Pseudochthonius diamachi Prado & Ferreira, 2023
- Pseudochthonius itakuatiara Prado & Ferreira, 2024
- Pseudochthonius koinopoliteia Prado & Ferreira, 2023
- Pseudochthonius limettioides von Schimonsky, 2024
- Pseudochthonius lundi von Schimonsky, 2024
- Pseudochthonius pali Prado & Ferreira, 2023
- Pseudochthonius olegario Schimonsky 2022
- Pseudochthonius ramalho Assis, Schimonsky & Bichuette, 2021

## Systématique et taxinomie
Ce genre a été décrit par Balzan en 1892.
Typhlochthonius a été placé en synonymie par Chamberlin en 1929.
Sigmodactylus a été placé en synonymie par Judson en 1992

## Publication originale
- Balzan, 1892 : « Voyage de M. E. Simon au Venezuela (Décembre 1887 - Avril 1888). 16e mémoire (1) Arachnides. Chernetes (Pseudoscorpiones). » Annales de la Société Entomologique de France, vol. 60, p. 497-552 (texte intégral).